# 2 Ośrodek Szkolenia Kierowców
2 Ośrodek Szkolenia Kierowców (2 OSK) – była  jednostka szkolna Wojska Polskiego.

## Formowanie i zadnia
Ośrodek sformowano 1 marca 2002 roku na bazie istniejącego dotychczas 6 Ośrodka Szkolenia Specjalistów Samochodowych.  Na podstawie Decyzji nr 190/MON z 2 lipca 2003 jednostka dziedziczyła tradycje:
- 6 Szkolnego Pułku Samochodowego (1958-1989)
- 6 Ośrodka Szkolenia Specjalistów Samochodowych (1990-2002)

Ośrodek dyslokowany był w Ostródzie w obiekcie koszarowym przy ul. Grunwaldzkiej, zwanym popularnie "Czerwonymi Koszarami".
Do zadań realizowanych przez 2 OSK należało szkolenie kierowców kat. C i E, kierowców KTO Rosomak, kierowców HMMWV, mechaników pojazdów różnego typu. Ośrodek realizował także różne kursy specjalistyczne, m.in. kursy transportu ładunków niebezpiecznych.
W związku z formowaniem nowej jednostki szkolnej – Centrum Szkolenia Logistyki w Grudziądzu, w terminie do 31 grudnia 2011 roku ośrodek został rozformowany.

## Dowódcy
- ppłk dypl. Waldemar Cieślik (1 III 2002 – 21 XII 2007)
- ppłk mgr inż. Marian Piłat (21 XII 2007 – 31 XII 2011)